# Mid Lavant
Mid Lavant är en by i civil parish Lavant, i distriktet Chichester, i grevskapet West Sussex, i England. Byn är belägen 3,9 km från Chichester. Orten har 1 449 invånare (2016).